# Dimos Kordelio-Evosmos
Dimos Kordelio-Evosmos (Kordelio-Evosmos) är en kommun i Grekland.   Den ligger i prefekturen Nomós Thessaloníkis och regionen Mellersta Makedonien, i den norra delen av landet, 300 km norr om huvudstaden Aten. Antalet invånare är 77 174. Arean är 12,3 kvadratkilometer.
Terrängen i Dimos Kordelio-Evosmos är platt.